# Сосна Роксбурга
Сосна Роксбурга (лат. Pinus roxburghii) — вид вечнозелёных хвойных деревьев рода Сосна семейства Сосновые (Pinaceae). Ареал находится в Гималаях. Вид не считается исчезающим и является важным поставщиком смолы, из которой производится камфора.

## Ботаническое описание

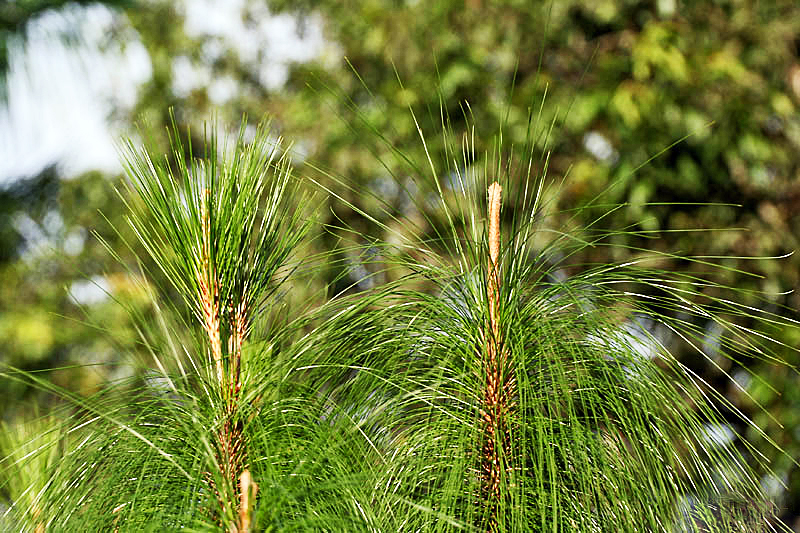
Pinus roxburghii

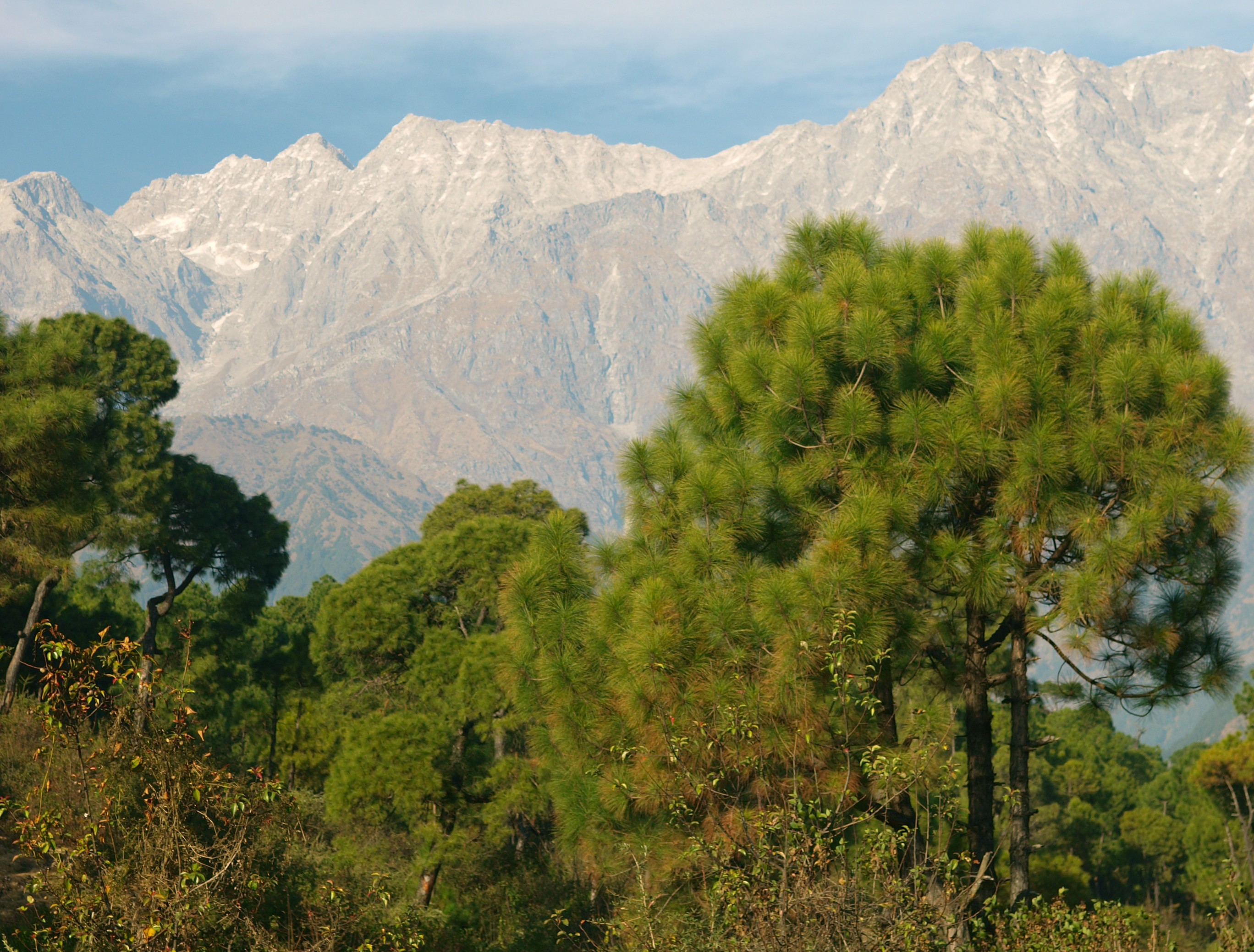
Pinus roxburghii в Индии

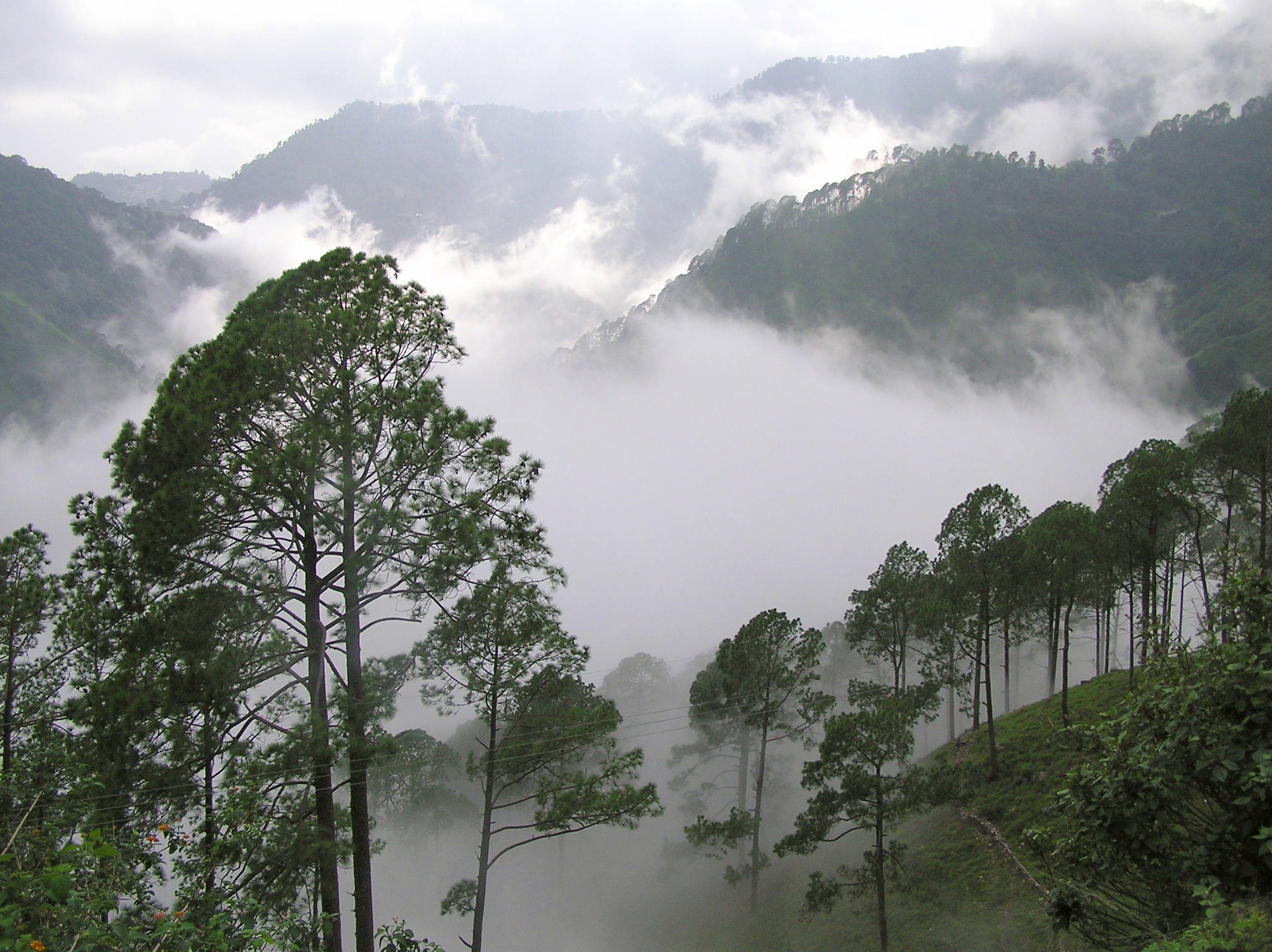
Pinus roxburghii в Индии

Вечнозелёное дерево, обычно до 30 метров, иногда до 55 метров в высоту. Ствол прямой и колонновидный, диаметр на высоте 1,3 м до 300 см, но обычно до 100 см. Кора ствола красновато-коричневая, толстая у старых деревьев, глубоко бороздчатая в продольном направлении и распадается на удлинённые, шелушащиеся пластины, которые под влиянием погоды становятся серовато-коричневыми с коричневыми и красноватыми оттенками. Ветви горизонтальные или прямостоячие и образуют открытую, куполообразную крону на старых деревьях. Хвоя тонкая или толстая, бледно-серая или светло-коричневая, покрыта лиственными коричневыми побегами, которые остаются на дереве в течение нескольких лет, а кончики впоследствии загибаются внутрь.
Коричневые зимние почки маленькие, яйцевидные и не смолистые. Хвоя растёт по три штуки в постоянном базальном игольчатом чехле длиной 25-30 миллиметров на концах веток и остаётся на дереве в течение одного-двух лет. Они светло-зелёные, прямые и слегка поникающие, тонкие и гибкие, длиной 25-30, иногда до 35 сантиметров и шириной 1,2-1,7 миллиметра, с широким треугольным сечением. Край иглы мелко зазубрен, конец заострён. На всех сторонах игл имеются мелкие стоматы. На каждой игле формируются два центральных смоляных канала.
Пыльцевые шишки растут по спирали у основания молодых побегов. Они имеют яйцевидно-продолговатую форму и длину от 13 до 15 миллиметров. Семенные шишки растут поодиночке или в мутовках по две-пять штук на крепких веточках. Они короткостебельные, широкояйцевидные или яйцевидно-конические, 10-15, редко 20 сантиметров в длину и 7-12 сантиметров в ширину в закрытом состоянии. Они слегка раскрываются лишь через несколько лет, а затем имеют максимальный диаметр 13 сантиметров. Семенные чешуи удлиненные, деревянистые и неэластичные. Апофиз сильно выражен, толстый, конический с ромбическим или неправильно-пятиугольным основанием, резко поперечно килеватый, иногда сильно изогнутый, гладкий и блестящий желтовато-коричневый или серовато-коричневый. Умбо имеет треугольную форму, тупой и невооружённый. Семена обратнояйцевидные, длиной от 8 до 12, иногда до 15 миллиметров, слегка сплюснутые. Семенное крыло длиной 20-25 миллиметров, шириной 8-10 миллиметров, полупрозрачное и более светло-коричневое, чем семя. Семена созревают с октября по ноябрь.
Число хромосом 2n = 24.

## Распространение и экология
Естественный ареал вида простирается от Афганистана и Пакистана, через Тибет, Бутан и Непал, до Мьянмы и индийских штатов Аруначал-Прадеш, Химачал-Прадеш, Джамму и Кашмир, Сикким и Уттар-Прадеш. Растёт на высоте от 400 до 2300 метров, отдельные экземпляры встречаются на высоте до 2500 метров. Этот вид обычен и широко распространён, особенно во внешних долинах Гималаев и их предгорий, идущих с севера на юг, и образует чистые заросли, особенно на сухих, подверженных пожарам склонах. Зрелые деревья сравнительно устойчивы к огню, а уничтоженные пожаром участки очень быстро заселяются вновь (пионерные виды деревьев). Во время длительных засушливых периодов он теряет почти всю хвою. Субстратом служат как глубокие почвы, так и голые скалы. Район распространения находится в муссонном поясе с обильными летними дождями. На больших высотах Pinus roxburghii растёт вместе с гималайским кедром (Cedrus deodara) и сосной гималайской (Pinus wallichiana), а ближе к лесополосе — вместе с представителями рода пихта (Abies). На более низких высотах преобладают лиственные деревья, такие как дуб Quercus incana, Schima wallichii и Rhododendron arboreum. На самых низких высотах своего ареала вид встречается только на скалистых, обращённых на север или восток склонах. Его ареал относится к 9-й зоне зимостойкости, со среднегодовыми минимальными температурами от −6,6 до −1,2 °C.
В Красной книге МСОП Pinus roxburghii классифицируется как вид, не находящийся под угрозой исчезновения. Однако отмечается, что переоценка ещё не завершена.

## Систематика и история исследований
Впервые вид был научно описан в 1897 году Чарльзом Спрэгом Сарджентом в книге «The Silva of North America». Видовой эпитет roxburghii посвящен шотландскому ботанику Уильяму Роксберу (1751—1815), который работал на Британскую Ост-Индскую компанию и был директором Калькуттского ботанического сада. Синонимом вида является Pinus longifolia Roxb. ex Lamb..

## Использование
Pinus roxburghii используется для производства смолы по всему Гималайскому региону, но особенно в северо-западной Индии. Добыча смолы восходит к британцам, которые использовали смолу для производства скипидара и других продуктов, необходимых для обслуживания их кораблей. Для поддержания урожайности в 1888 году был создан Индийский лесной департамент. Даже после деколонизации этот вид оставался основным источником скипидара в Индии, но производство значительно снизилось из-за плохого управления лесами и разрушительного смолокурения деревьев. С тех пор ситуация улучшилась, но смола Pinus roxburghii сейчас (по состоянию на 2010 год) в основном перерабатывается в камфору или используется в медицинских целях.
Древесина, обработанная консервантом, часто используется для изготовления железнодорожных шпал, служит строительной древесиной и применяется для плотницких и столярных работ. Также перерабатывают в целлюлозу для бумажной промышленности.
Кора содержит от 10 до 14 процентов дубильных веществ, которые используются для дубления кожи и окрашивания древесины в оранжевый цвет. Семена съедобны, но не вкусны. Хвоя используется в качестве подстилки или смешивается с навозом в качестве удобрения. Вид редко культивируется за пределами Индии и Пакистана, но был интродуцирован в леса в Южной Африке. Иногда его используют как декоративное дерево, особенно в Средиземноморском регионе.